# Claire City
Claire City is een plaats (town) in de Amerikaanse staat South Dakota, en valt bestuurlijk gezien onder Roberts County.

## Demografie
Bij de volkstelling in 2000 werd het aantal inwoners vastgesteld op 85.
In 2006 is het aantal inwoners door het United States Census Bureau geschat op 83, een daling van 2 (-2,4%).

## Geografie
Volgens het United States Census Bureau beslaat de plaats een oppervlakte van
0,5 km², geheel bestaande uit land. Claire City ligt op ongeveer 374 m boven zeeniveau.

## Plaatsen in de nabije omgeving
De onderstaande figuur toont nabijgelegen plaatsen in een straal van 28 km rond Claire City.